# Sydney Martineau
Sydney Martineau (Clapham, 6 gennaio 1863 – Westminster, 19 dicembre 1945) è stato uno schermidore britannico, vincitore di una medaglia d'argento nella scherma ai giochi olimpici.